# ألان براي
ألان براي (بالإنجليزية: Alan Bray)‏ هو مؤرخ بريطاني، ولد في 13 أكتوبر 1948 في هونسلت ‏ في المملكة المتحدة، وتوفي في 25 نوفمبر 2001 في لندن في المملكة المتحدة.